# فندق قلعة داود
فندق قلعة داوود (بالعبرية: מָלוֹן מֽצוּדָת דָּוִד)، فندق ترفيهي مترف في وسط القدس. يقع في شارع الملك داوود.

## تاريخ
لعب الفندق دوراً سياسياً في المنطقة فقد استخدم الفندق لقعد اجتماعات بين السلطة الفلسطينية والإسرائيليين والأمريكيين في مباحثات السلام.

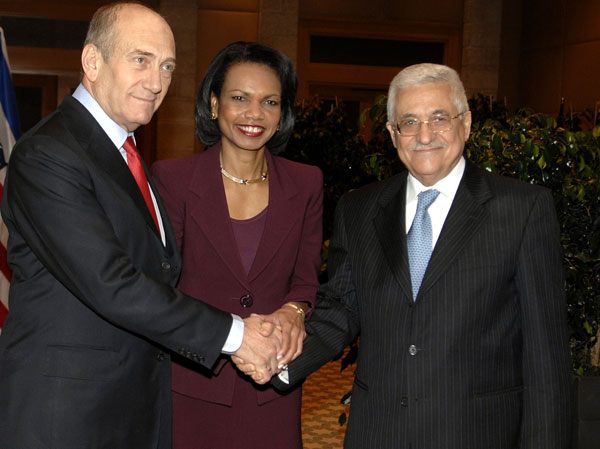
لقاء الرئيس محمود عباس، ورئيس الوزراء الإسرائيلي إيهود أولمرت، مع وزيرة الخارجية الأمريكية السابقةكونداليزا رايز، في اجتماع في فندق قلعة داوود في القدس في 19 يناير من عام 2007.

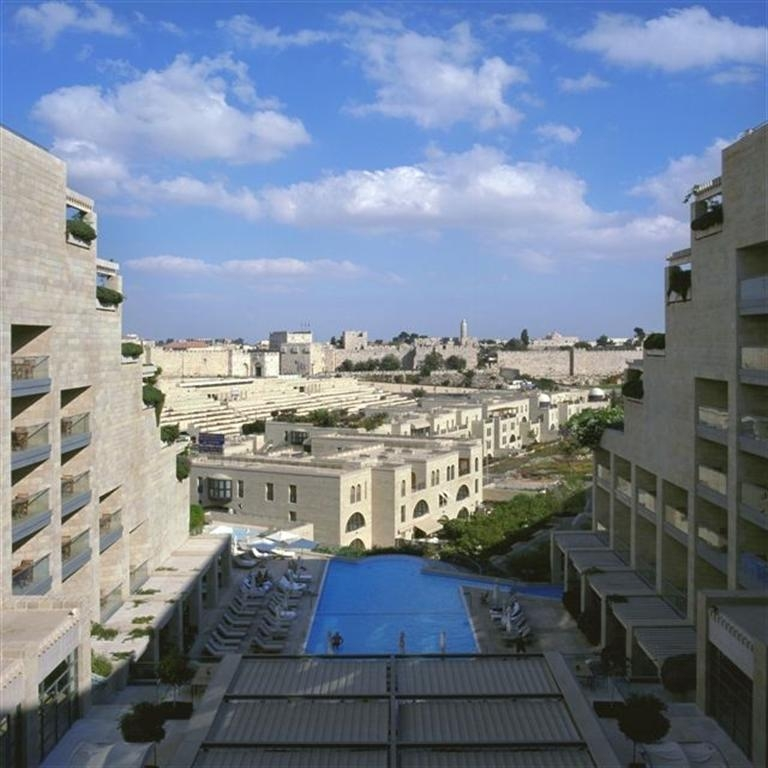
البلدة القديمة كما تظهر من الفندق